# Liste der Bodendenkmäler in Dinslaken
Die Liste der Bodendenkmäler in Dinslaken enthält die denkmalgeschützten unterirdischen baulichen Anlagen, Reste oberirdischer baulicher Anlagen, Zeugnisse tierischen und pflanzlichen Lebens und paläontologischen Reste auf dem Gebiet der Stadt Dinslaken im Kreis Wesel in Nordrhein-Westfalen (Stand: November 2020). Diese Bodendenkmäler sind in Teil B der Denkmalliste der Stadt Dinslaken eingetragen; Grundlage für die Aufnahme ist das Denkmalschutzgesetz Nordrhein-Westfalen (DSchG NRW).
| Bild | Bezeichnung                               | Lage                                                                              | Beschreibung | Bauzeit | Eingetragen seit | Denkmal- nummer |
| ---- | ----------------------------------------- | --------------------------------------------------------------------------------- | ------------ | ------- | ---------------- | --------------- |
|      | Landwehr „Egerheide“                      | Hiesfeld                                                                          |              |         | 15.04.1985       | 1               |
|      | Landwehr „Bruckhausener Wald / Egerheide“ | Dinslaken                                                                         |              |         | 03.03.1986       | 2               |
| BW   | Landwehr Jägerstraße / Brinkstraße        | Hiesfeld Karte                                                                    |              |         | 20.07.1999       | 3               |
| BW   | Landwehr Forsthaus Hiesfeld               | Hiesfeld Gewerbegebiet Dinslaken-Süd zwischen Dieselstraße und Liebigstraße Karte |              |         | 29.03.2000       | 4               |